# Roch Szajca
Roch Szajca (ur. 7 maja 1880 w Dobrzeniu Wielkim, zm. 19 czerwca 1959) – polski duchowny katolicki, zakonnik werbista, redaktor naczelny czterech czasopism.

## Życiorys
Był najmłodszym z siedemnaściorga dzieci chałupnika Andrzeja i Joanny z domu Adamiec. W 1893 został przyjęty przez Arnolda Janssena do domu misyjnego św. Krzyża (werbistów) w Nysie. W 1899 naukę tę ukończył. Od 1899 do 1906 przebywał w nowicjacie, a także odbył studia z filozofii, teologii i nauk przyrodniczych w klasztorze Sankt Gabriel pod Wiedniem. Otrzymał tam święcenia kapłańskie 24 lutego 1906, po czym został wydelegowany do Krakowa, celem pogłębienia znajomości języka i literatury polskiej. Po powrocie nauczał w latach 1907-1912 kleryków w Wyższym Seminarium Misyjnym w Sankt Gabriel, a następnie w Niższym Seminarium Misyjnym w Bischofshofen oraz w Seminarium Nauczycielskim w Wiedniu.
W 1918 powrócił na Śląsk i zamieszkał w Nysie, a potem, od 1919 w Bytomiu. Założył tam nową placówkę werbistów (Dom św. Stanisława) przy ul. Krakowskiej. Od 1924 do 1929 mieszkał w Nysie i był tam w latach 1928-1929 rektorem seminarium. Następnymi jego placówkami były: Kudowa-Zdrój, Zakrze i Czarnowąsy (od 1934 kapelan sióstr w sierocińcu). Od 1946 do 1947 ponownie objął urząd rektora w Nysie, a potem, już do końca życia, był kapelanem nyskich elżbietanek.
Istotną częścią jego życia było redagowanie polskich czasopism religijnych w dwudziestoleciu międzywojennym. Był:
- założycielem i redaktorem naczelnym Skarbu Rodzinnego (od 1919),
- założycielem i redaktorem naczelnym Kalendarza Królowej Apostołów (od 1920),
- założycielem i redaktorem naczelnym Dzwonka Marii (od 1921),
- redaktorem naczelnym Posłańca Niedzielnego (od 1920–1939)[1].

Miał rozległe zainteresowania naukowe, w tym historyczne. Wydał m.in. kilka kronik, np. Kronikę Wielkodobrzańską. Zmarł jako najstarszy członek Polskiej Prowincji Księży Werbistów. Pochowano go na cmentarzu Domu Misyjnego Świętego Krzyża w Nysie.